# Tranholmen
Tranholmen är en ö i Lilla Värtan och en tätort i Danderyds kommun, cirka 5 km norr om Stockholm. Ett smalt sund skiljer ön från fastlandet och kommundelen Stocksund. Fram till 1970 var Tranholmen en del av Lidingö kommun.

## Beskrivning

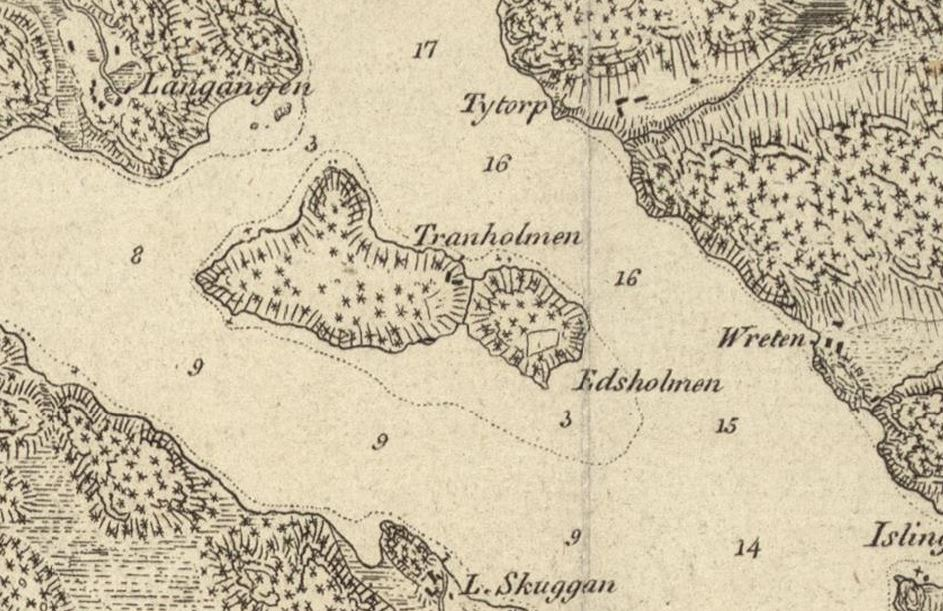
Tranholmen och Edsholmen 1817.

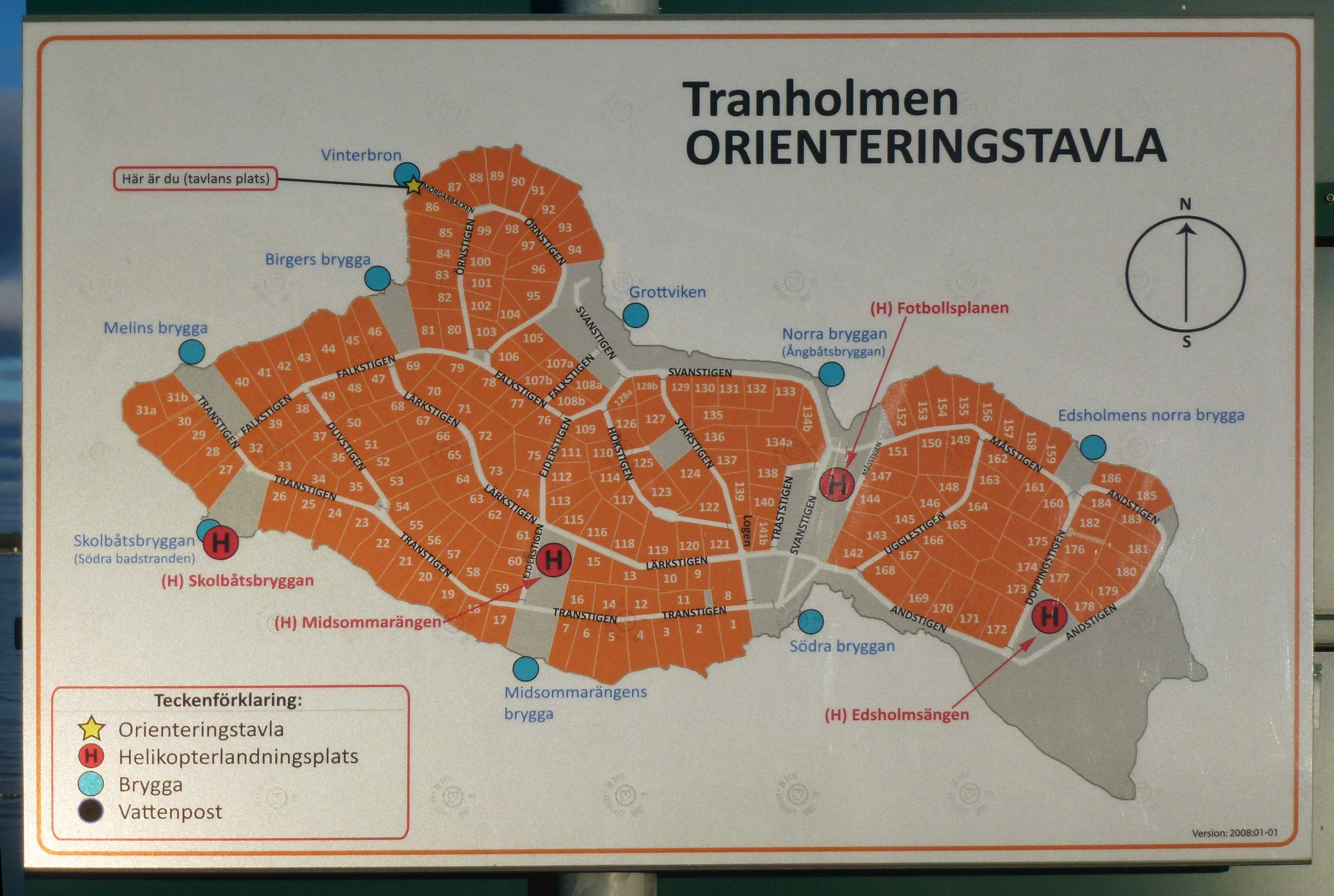
Orienteringstavla.

Tranholmen bestod ursprungligen av två öar, Tranholmen i väster och Edsholmen i öster, som växt samman genom landhöjning. Än idag finns här ett mindre vattendrag och en tydlig dalgång. Tranholmens yta är ungefär lika stor som Gamla Stan (49 ha enligt detaljplan från 2006). Ön, som tidigare tillhörde Djursholmsgodset, hade en fast befolkning av torpare redan år 1640. Den moderna exploateringen av ön inleddes på 1930-talet sedan Fastighetsbolaget Tranholmen, som köpt ön 1928, börjat stycka av fritidshustomter på ön.
Då delades ön upp i 182 fastigheter med en genomsnittlig storlek på 1540 kvadratmeter. Tomterna kostade 4000 kronor. Dagens tomter har behållit storleken, men ön är hårdare exploaterad eftersom många tomter nu är bebyggda med året-runt-bostäder. Idag finns 195 fastigheter på ön.
Redan från början bestämdes det att inga motorfordon skulle få framföras på Tranholmens vägar. Den regeln gäller ännu; trots detta har bland annat fyrhjulingar och traktorer används genom åren, till bland annat sophämtning. Ön är kuperad, med lummig växtlighet och en bebyggelse där nytt och gammalt blandats. Antalet fast bosatta på ön ökar och var år 2005 sammanlagt 277 personer. Hösten 2008 bodde ungefär 120 familjer på Tranholmen året runt.
På vintern kan man komma till Tranholmen över en pontonbro från Svanholmen i Stocksund, medan man på sommaren måste åka båt. Ön trafikeras under perioden 15 april till 15 december av Waxholmsbolaget från Ropsten (i Stockholm) och Ekudden (i Djursholm). Den reguljära båttrafiken gör att öborna kan nå kommunikationsmedel som Tunnelbanan och Lidingöbanan från Ropsten på ungefär 10 minuter. Det har fått året-runt-boende på Tranholmen att arbeta för en utökning och en förlängning av turtrafiken.
Från 2005 till 2023 fanns en förskola på ön, för barn i åldern 1-6 år. Äldre barn tar sig med skolbåt till och från fastlandet i Danderyds kommun, där det finns grundskolor och gymnasier.
Det ringa avståndet till fastlandet (89 meter på det kortaste stället) har gjort att en del öbor undersöker möjligheten att ersätta pontonbron med en permanent gång- och cykelbro som lämnar vattnet fritt för båtar att passera under hela året. Den kraftigt ökade mängden av fast boende på Tranholmen under senare tid har lett till problem med parkeringsplatser på fastlandet. I huvudsak gäller det vid Stocksund där majoriteten av de boende har bilarna. Men även vid Ropsten och Lilla Skuggan finns en liknande problematik där även antalet båtplatser är i underkant för att möta behovet för fast boende. Det finns därför en del boende som förespråkar biltrafik på Tranholmen. Dock råder starkt delade meningar om detta på ön, eftersom en del av det unika med Tranhomen just är avsaknaden av motorfordon. I den tidigare detaljplanen för Tranholmen, som sträckte sig till år 2016, fanns liggtiden för pontonbron reglerad. Begränsningen gällde vattenområdet och säkerställde bland annat att sundet mellan Tranholmen och fastlandet kan trafikeras av båtar under sommarhalvåret.
Eftersom plan- och bygglagen inte reglerar broar eller brofästen, utan endast land- och vattenområdets användning, arbetar man främst med att finna lösningar som ej är bygglovspliktiga och därför fungerar i samklang med detaljplanen för området. I november 2019 kom en ny vinterbro på plats.

## Befolkningsutveckling
| Befolkningsutvecklingen i Tranholmen 1990–2020 | Befolkningsutvecklingen i Tranholmen 1990–2020 | Befolkningsutvecklingen i Tranholmen 1990–2020 | Befolkningsutvecklingen i Tranholmen 1990–2020 | Befolkningsutvecklingen i Tranholmen 1990–2020 |
| ---------------------------------------------- | ---------------------------------------------- | ---------------------------------------------- | ---------------------------------------------- | ---------------------------------------------- |
|                                                |                                                |                                                |                                                |                                                |
| År                                             |                                                |                                                | Folkmängd                                      | Areal (ha)                                     |
| 1990                                           | 1990                                           |                                                | 64                                             | 26#                                            |
| 1995                                           | 1995                                           |                                                | 134                                            | 42#                                            |
| 2000                                           | 2000                                           |                                                | 217                                            | 40                                             |
| 2005                                           | 2005                                           |                                                | 277                                            | 40                                             |
| 2010                                           | 2010                                           |                                                | 338                                            | 41                                             |
| 2015                                           | 2015                                           |                                                | 384                                            | 39                                             |
| 2020                                           | 2020                                           |                                                | 427                                            | 38                                             |
| Anm.: Ny tätort 2000. # Som småort.            |                                                |                                                |                                                |                                                |

## Bilder

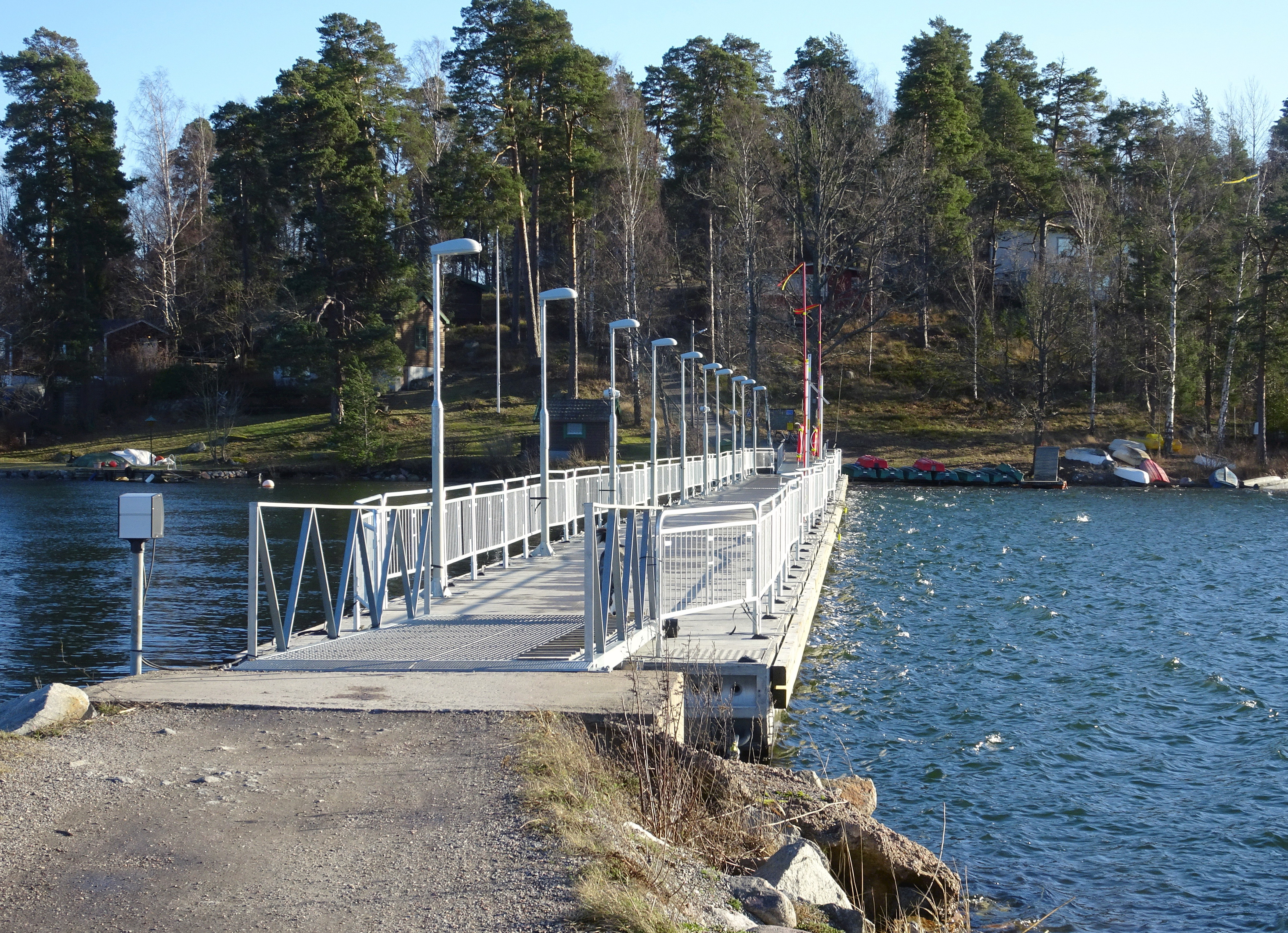
Nya vinterbron till och från Tranholmen.
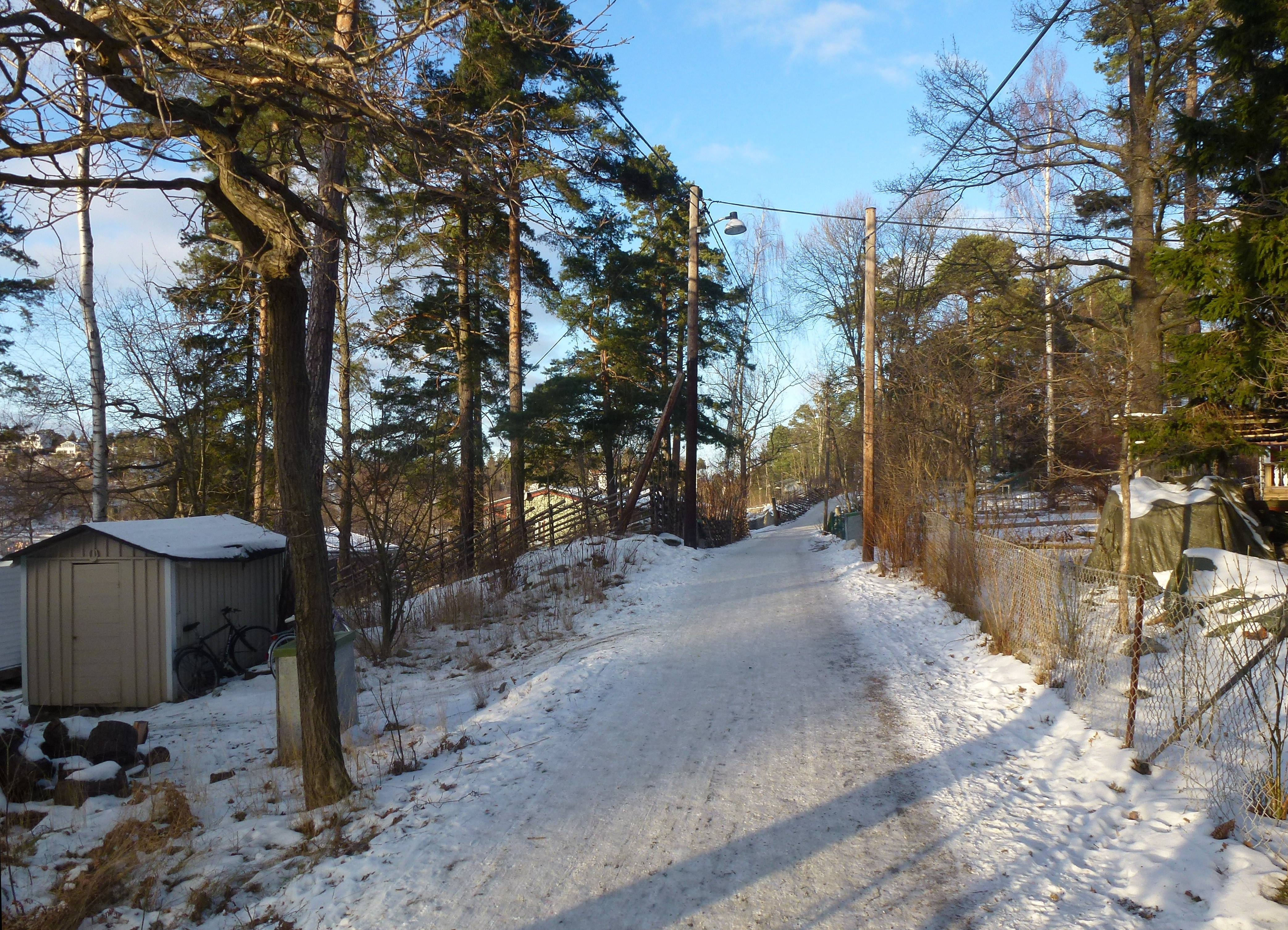
Tranholmen, Örnstigen.
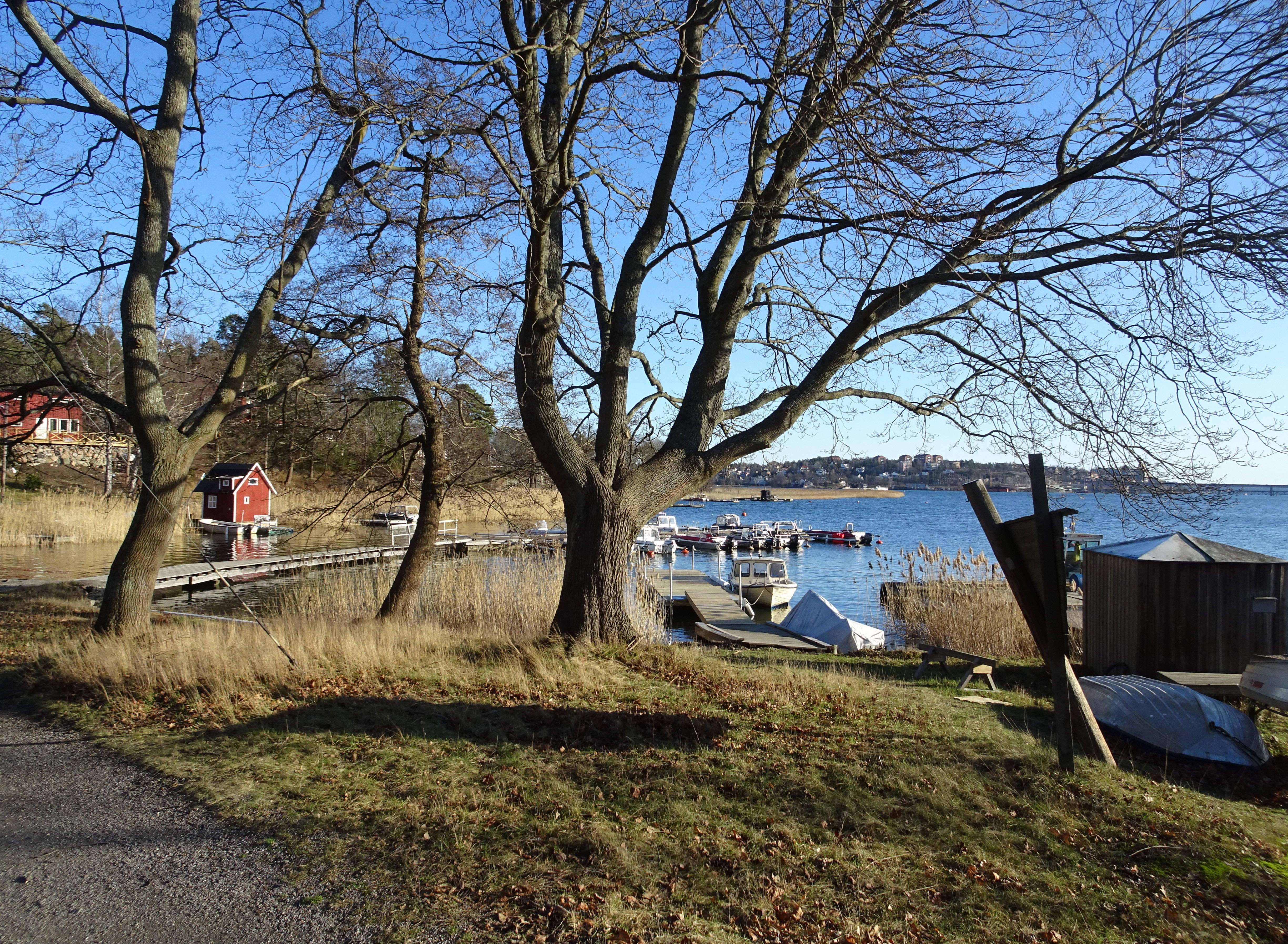
Tranholmens södra brygga.
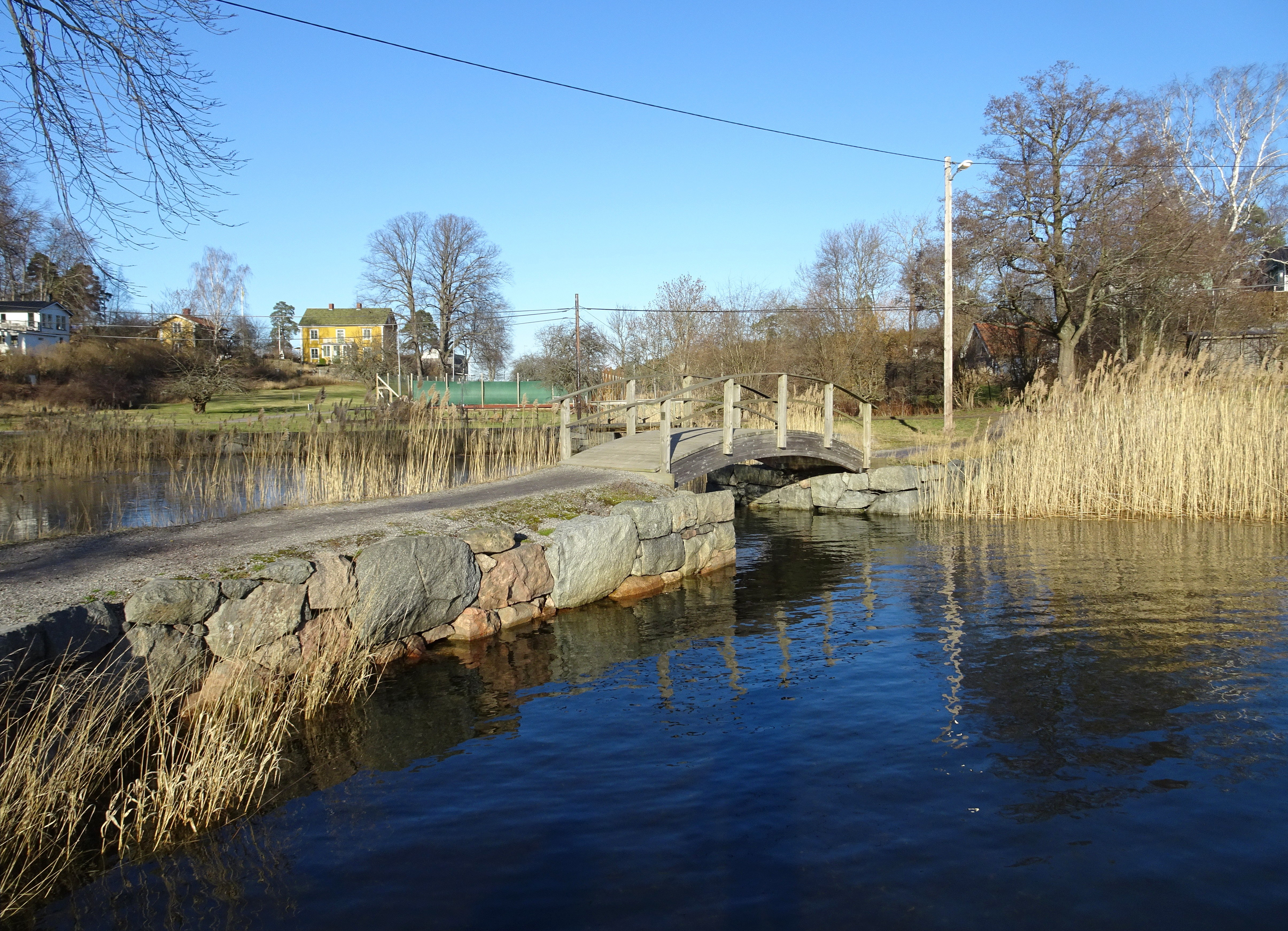
Viken mellan Tranholmens östra och västra del.
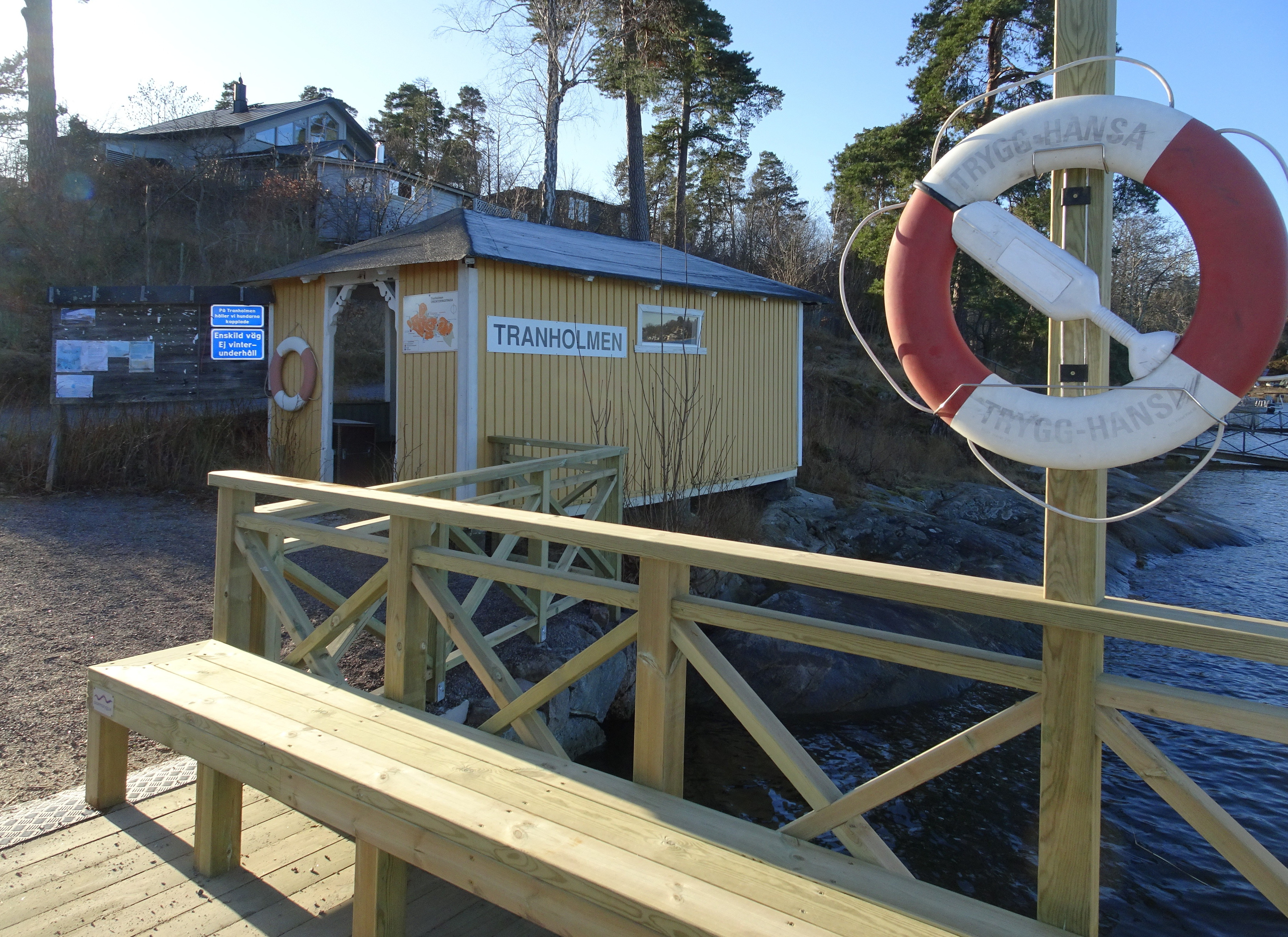
Tranholmens norra brygga och väntkur.